# Jack Bobridge
Jack Bobridge (* 13. Juli 1989 in Adelaide) ist ein ehemaliger australischer Bahn- und Straßenradrennfahrer.

## Sportlicher Werdegang
Jack Bobridge wurde 2006 im belgischen Gent Junioren-Bahnradweltmeister in der Mannschaftsverfolgung. Bei den Oceania Games gewann er außerdem die Bronzemedaille im Scratch. 2007 fuhr er für das Bahnradteam Toshiba Australia. In dieser Saison wurde er australischer Meister in der Mannschaftsverfolgung der Junioren und im Madison der Elite-Klasse. Bei der Junioren-Weltmeisterschaft in Aguascalientes verteidigte er mit der Nationalmannschaft den Titel in der Mannschaftsverfolgung. Beim Bahnrad-Weltcup 2007/2008 wurde er in der Mannschaftsverfolgung in Sydney Dritter und in Los Angeles gewannen sie.
Auf der Straße wurde Jack Bobridge 2007 australischer Meister im Paarzeitfahren der Junioren. Außerdem wurde er Dritter der Gesamtwertung bei der Tour of the Murray River. Seinen ersten Vertrag bei einem internationalen Radsportteam erhielt er 2008 beim Continental Team Southaustralia.com-AIS.
Im Januar 2009 wurde Bobridge zweifacher australischer U23-Meister auf der Straße, im Straßenrennen und im Zeitfahren. Weitere Erfolge feierte er bei der Thüringen-Rundfahrt und der Tour of Japan, bei denen er jeweils zwei Etappen gewann. Seinen größten Erfolg errang er jedoch Ende des Jahres bei den Straßenweltmeisterschaften in Mendrisio: Dort wurde er Zeitfahrweltmeister in der Klasse U23.
2010 schloss sich Bobridge dem UCI ProTeam Garmin-Transitions, bei dem er bis 2011 blieb. In seinem ersten Jahr dort konnte er einen Etappe bei der Eneco Tour gewinnen. Im Jahr 2011 wurde er australischer Straßenmeister. Nachdem er anschließend für die ProTeams Orica GreenEdge und Belkin-Pro Cycling Team gefahren war, bekam er 2015 einen Vertrag bei dem australischen Continental Team Budget Forklifts an. Als Mitglied der Nationalauswahl Australiens gewann er die erste Etappe der Tour Down Under 2015. Im Jahr 2016 wurde er erneut australischer Straßenmeister.
In diesen Jahren blieb Bobrdige auf der Bahn erfolgreich. Bei den UCI-Bahn-Weltmeisterschaften 2010 wurde er Weltmeister in der Mannschaftsverfolgung. Im selben Jahr gewann er bei den Commonwealth Games die Goldmedaille sowohl in der Einerverfolgung als auch in der Mannschaftsverfolgung. Am 2. Februar 2011 stellte Jack Bobridge anlässlich der australischen Bahn-Meisterschaften in Sydney mit 4:10,534 Minuten einen neuen Weltrekord in der 4000-Meter-Einerverfolgung auf und eroberte damit auch den australischen Meistertitel in dieser Disziplin. Außerdem gewann er zahlreiche australische Meistertitel auf der Bahn. 2014 gewann er erneut die Einerverfolgung bei den Commonwealth Games.
Am 31. Januar 2015 verpasste Jack Bobridge die Verbesserung des Stundenweltrekords. Er legte im DISC Velodrome in Melbourne 51,3 Kilometer zurück. Damit fehlten ihm zur Verbesserung des Rekords des Österreichers Matthias Brändle rund 500 Meter.
Nach einem Jahr beim Continental Team Budget Forklifts schlosse Bobridge sich 2016 dem UCI WorldTeam Trek-Segafredo an und wurde zu Saisonbeginn nach einer 90 Kilometer währenden Alleinfahrt mit 2:52 Vorsprung vor Cameron Meyer zum zweiten Mal australischer Straßenmeister der Elite.
Im selben Jahr wurde er für die Teilnahme an den Olympischen Spielen in Rio de Janeiro nominiert und errang gemeinsam mit Alexander Edmondson, Michael Hepburn und Sam Welsford die Silbermedaille in der Mannschaftsverfolgung.
Im November 2016 gab Bobridge bekannt, dass er aus gesundheitlichen Gründen gezwungen sei, seine Radsportlaufbahn zu beenden. Der 27-Jährige leidet an rheumatoider Arthritis, weshalb er seit fünf Jahren medikamentös behandelt wurde. Nachdem er nach den Olympischen Spielen zunächst kein neues Team gefunden und deshalb weniger trainiert hatte, habe er bemerkt, dass sich sein gesundheitlicher Zustand verbessert habe. Seine Medikation wurde im September bekannt, nachdem Hacker die Dateien der WADA veröffentlicht hatten. Bobridge unterstrich, dass er die Medikamente gegen die Arthritis mit Genehmigung zu sich genommen habe.

## Privates
Bobridge war verheiratet mit der ehemaligen australischen Radsportlerin Josephine Tomic. Das Ehepaar lebte bis 2016 in Spanien. Nach dem Ende seiner Radsportlaufbahn zog Bobridge nach Perth in Australien, und er und seine Frau trennten sich.
Im August 2017 wurde Jack Bobridge in Perth wegen Drogenbesitzes und -handels angeklagt. Im Juli 2019 wurde er zu viereinhalb Jahren Gefängnis verurteilt.

## Erfolge

### Bahn
2006
- Weltmeister – Mannschaftsverfolgung (Junioren) mit Leigh Howard, Cameron Meyer und Travis Meyer

2007
- Australischer Meister – Mannschaftsverfolgung (Junioren)
- Australischer Meister – Madison mit Glenn O’Shea
- Weltmeister – Mannschaftsverfolgung (Junioren) mit Leigh Howard, Glenn O’Shea und Travis Meyer

2008
- Weltcup Los Angeles – Mannschaftsverfolgung mit Peter Dawson, Mark Jamieson und Bradley McGee
- Ozeanienmeister – Einerverfolgung
- Ozeanienmeister – Mannschaftsverfolgung (mit Zakkari Dempster, Rohan Dennis und Mark Jamieson)
- Weltcup Melbourne – Einerverfolgung
- Weltcup Melbourne – Mannschaftsverfolgung (mit Rohan Dennis, Luke Durbridge und Mark Jamieson)

2009
- Australischer Meister – Einer-Verfolgung

2010
- Australischer Meister – Einer-Verfolgung
- Australischer Meister – Mannschaftsverfolgung (mit Rohan Dennis, James Glasspool und Dale Parker)
- Australischer Meister – Punktefahren
- Weltmeister – Mannschaftsverfolgung (mit Rohan Dennis, Michael Hepburn und Cameron Meyer)
- Commonwealth Games – Einerverfolgung
- Commonwealth Games – Mannschaftsverfolgung (mit Michael Hepburn, Cameron Meyer und Dale Parker)
- Ozeanienmeister – Mannschaftsverfolgung (mit Michael Hepburn, Leigh Howard und Cameron Meyer)
- Weltcup Melbourne – Mannschaftsverfolgung (mit Michael Hepburn, Leigh Howard und Cameron Meyer)

2011
- Australischer Meister – Einerverfolgung
- Australischer Meister – Madison (mit Cameron Meyer)[10]
- Weltmeister – Mannschaftsverfolgung (mit Rohan Dennis, Luke Durbridge und Michael Hepburn)
- Weltmeister – Einerverfolgung

2012
- Australischer Meister – Mannschaftsverfolgung mit Rohan Dennis, Alexander Edmondson und Glenn O’Shea
- Australischer Meister – Punktefahren
- Australischer Meister – Scratch
- Weltmeisterschaften – Mannschaftsverfolgung mit Glenn O’Shea, Rohan Dennis, Michael Hepburn

2014
- Australischer Meister – Mannschaftsverfolgung mit Luke Davison, Alexander Edmondson und Glenn O’Shea
- Commonwealth Games – Einerverfolgung
- Commonwealth Games – Mannschaftsverfolgung (mit Luke Davison, Alexander Edmondson und Glenn O’Shea)

2015
- Weltmeisterschaft – Einerverfolgung
- Weltmeisterschaft – Mannschaftsverfolgung mit Luke Davison, Alexander Edmondson und Miles Scotson

2016
- Olympische Spiele – Mannschaftsverfolgung (mit Alexander Edmondson, Michael Hepburn und Sam Welsford)

### Straße

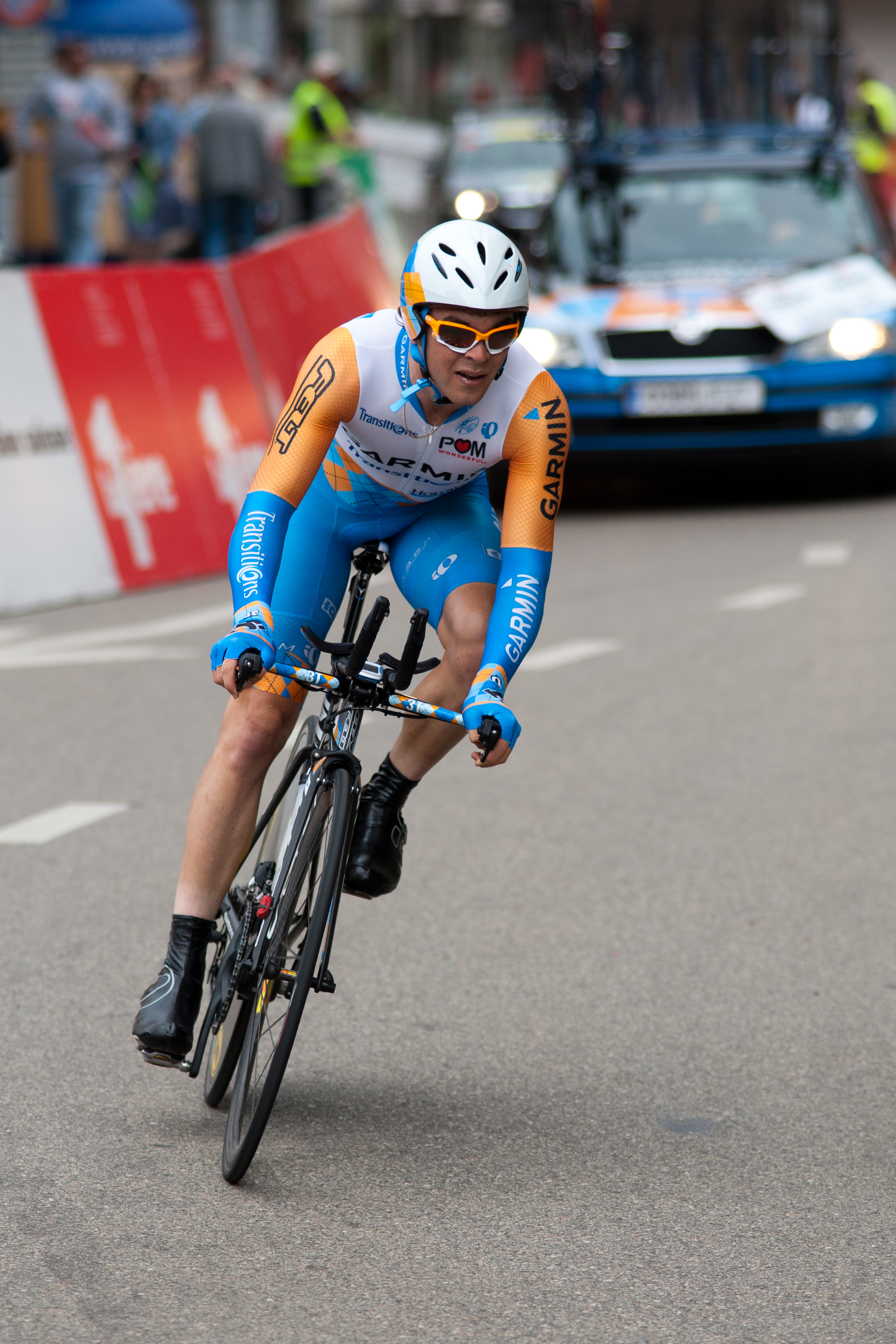
Bobridge bei der Tour de Romandie 2010

2009
- Weltmeister – Einzelzeitfahren (U23)
- Australischer Meister – Einzelzeitfahren (U23)
- Australischer Meister – Straßenrennen (U23)
- Rund um den Henninger Turm (U23)
- zwei Etappen Tour of Japan
- zwei Etappen Thüringen-Rundfahrt

2010
- eine Etappe Eneco Tour

2011
- Australischer Meister – Straßenrennen

2015
- eine Etappe und  Bergwertung Tour Down Under

2016
- Australischer Meister – Straßenrennen